# August von Bibra (1808–1894)
Ludwig Karl Georg Friedrich August Freiherr von Bibra (* 29. Januar 1808 in Romrod, Oberhessen; † 19. Juni 1894 in Murchow) war fürstlich Wied’scher Kämmerer und ab 1851 Geschäftsführer des „Mainzer Adelsvereins“.

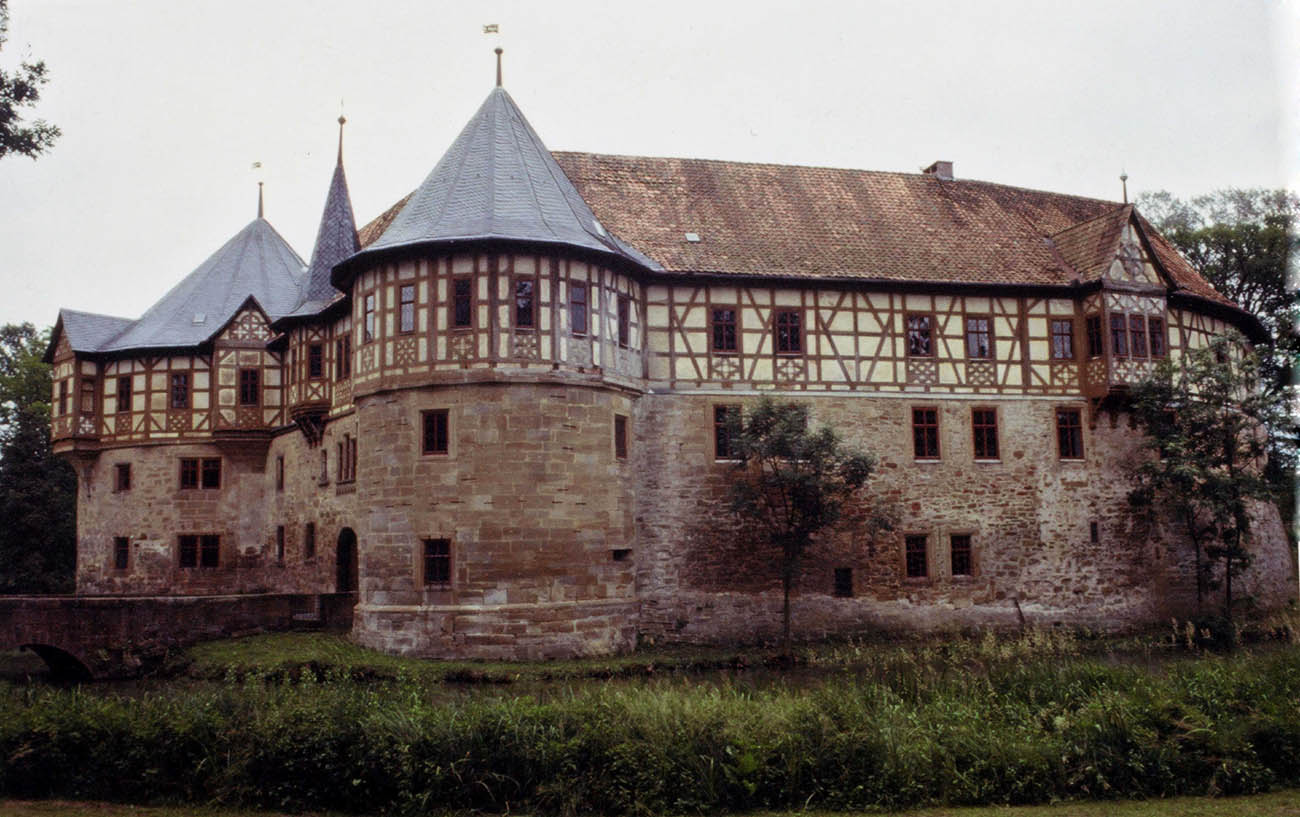
Veste Irmelshausen

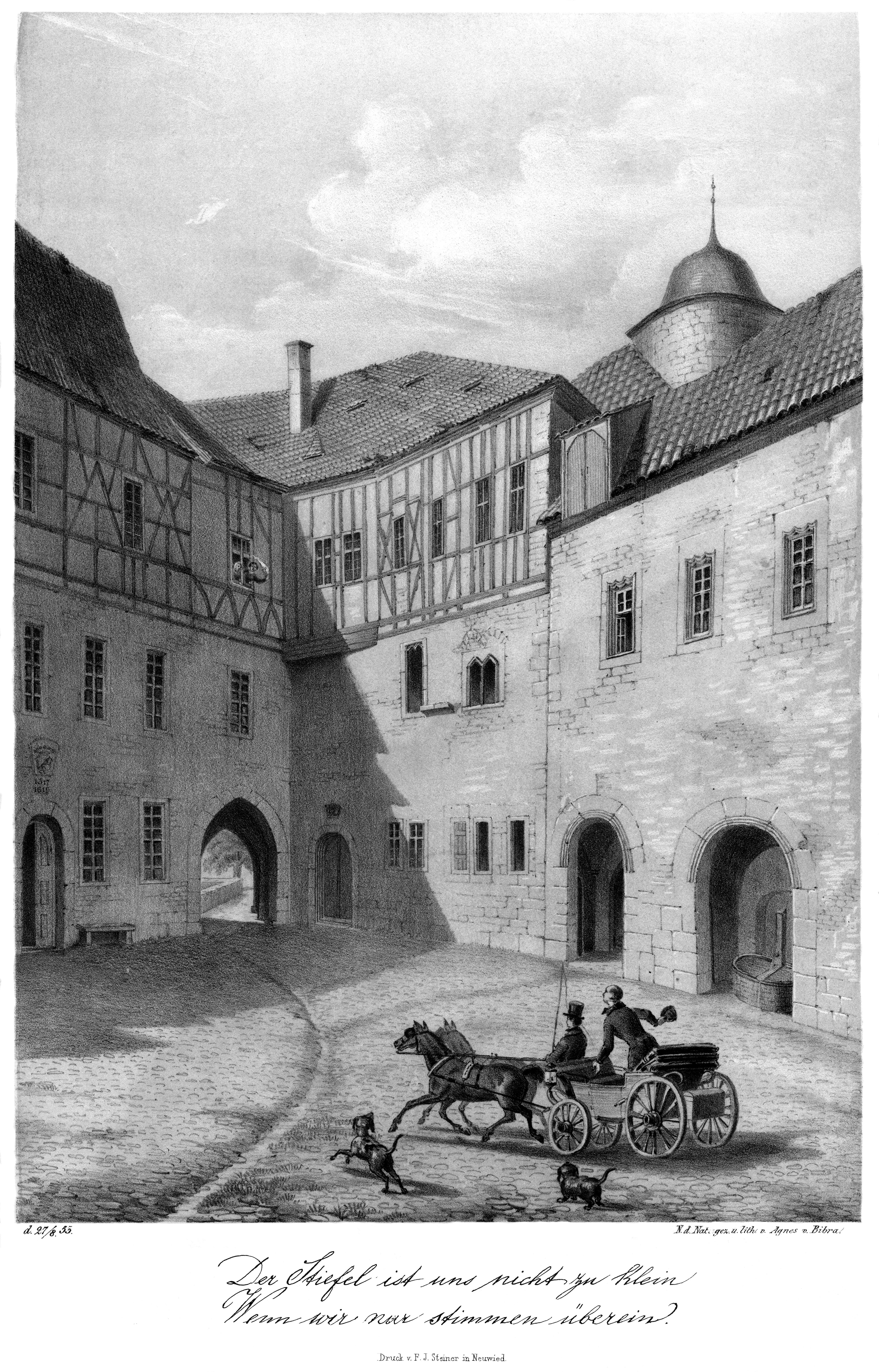
Veste Irmelshausen, Agnes von Bibra (Ehefrau von August)

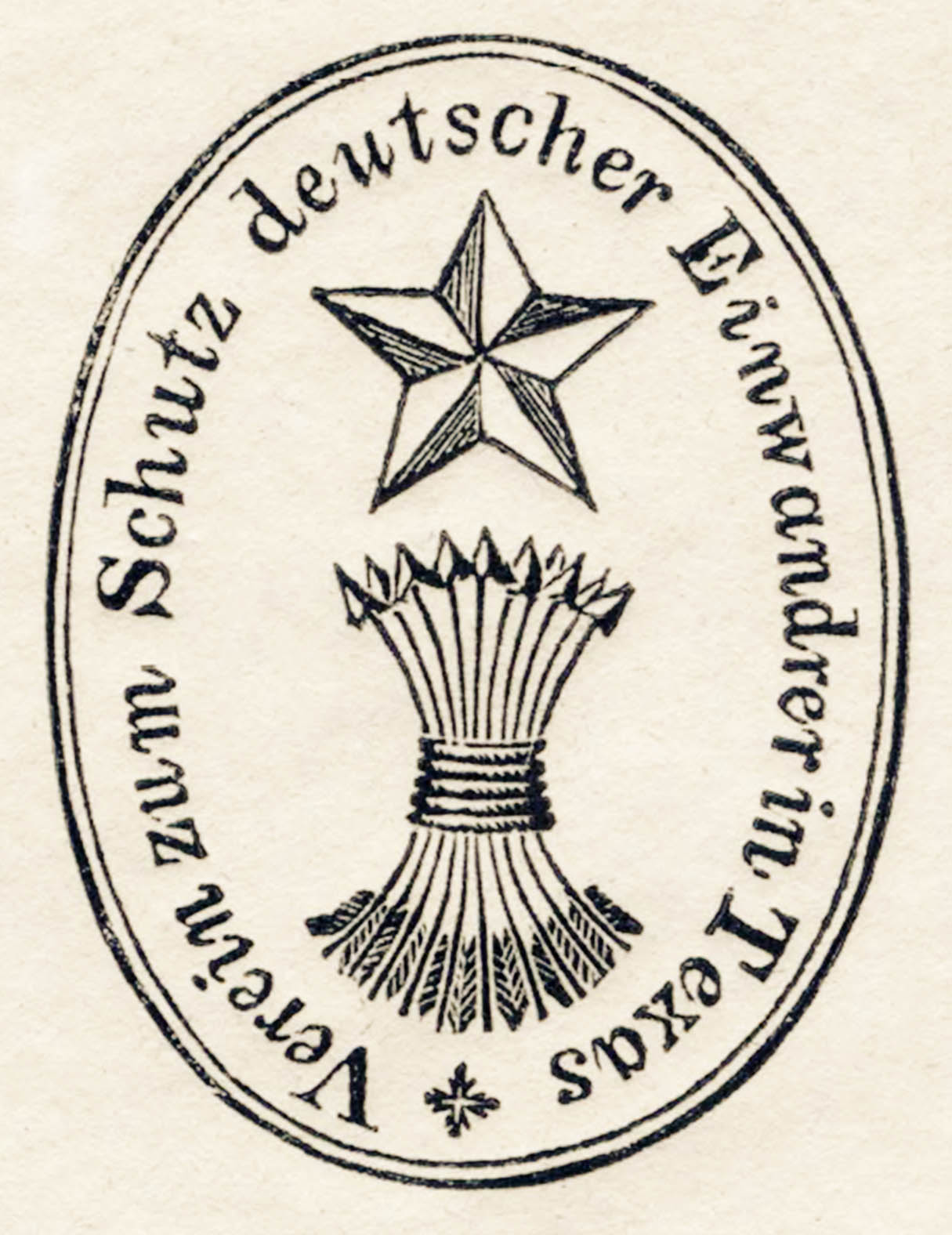
Verein zum Schutze Deutscher Einwanderer in Texas

## Familie
Er war der Sohn des Christian Ernst Heinrich Freiherr von Bibra und der Luise Charlotte Henriette Freiin Riedesel und Bruder von Bertold von Bibra. Er war evangelischer Konfession und heiratete am 12. August 1841 Agnes Freiin von Stolzenberg (* 31. Oktober 1828; † 28. Juli 1866). Aus der Ehe ging eine Tochter hervor.

## Leben
Bibra besuchte das Gymnasium Philippinum Weilburg und studierte an den Universitäten Göttingen und Gießen Rechtswissenschaften. Nach dem Studium bereiste er fast alle europäischen Staaten und war ab 1835 Akzessist am nassauischen Ministerium. 1837 wechselte er als Assessor an der Regierung des Herzogtums Nassau. 1840 wurde er von Fürst Hermann zu Wied als Kammerdirektor abgeworben und blieb bis zu seiner Pensionierung 1871 in dieser Funktion.
Bibra war zwar Mitglied im „Mainzer Adelsverein“, war aber bis 1847 nicht am aktiven Geschäft beteiligt. Erst als Schulden und Misswirtschaft offensichtlich wurden, die adligen Mitglieder um ihr Ansehen und vor allem um ihr Geld fürchteten, musste ab 1847 endlich ein in kaufmännischen Fragen versierter Mann die Aufgabe übernehmen – August Freiherr von Bibra.
Im Jahr 1851, als Hermann Fürst zu Wied Präsident des Adelsvereins geworden war, übernahm Bibra die gesamte Geschäftsführung des inzwischen inaktiven Vereins. Über 10 Jahre kämpfte er um die Rückzahlung der Vereinsschulden und versuchte das Auswanderungsprogramm wiederzubeleben. Doch dies gelang nicht und erst 1864 war der gesamte Vorgang abgeschlossen.
Er wurde 1877 im Wahlkreis Regierungsbezirk Koblenz 2 (Altkirchen/Neuwied) in das Preußische Abgeordnetenhaus gewählt und schloss sich der Fraktion der NLP an.